# Make Them Suffer
Make Them Suffer é uma banda australiana de deathcore sinfônico, de Perth. A banda se caracteriza por seu som diferente, onde usam elementos de orquestra, criando uma atmosfera sombria e até cinematográfica. Atualmente o grupo assinou contrato com a Roadrunner Records. O álbum de estréia Neverbloom, atingiu um pico de No. 56 no ARIA Album charts em Junho de 2012 atingindo nº 42 e nº 19 no "Victoria" e "Western Australian Album charts" respectivamente.

## História
Eles lançaram seu EP de estréia, Lord of Woe, em 27 de setembro de 2010.
Em fevereiro de 2012 o grupo assinou com a Roadrunner Records e, em maio daquele ano lançou seu primeiro álbum de estúdio Neverbloom.
Eles fizeram uma turnê com tais atos notáveis como Thy Art Is Murder e War from a Harlots Mouth.
A revista Metal Hammer elegeu seu disco How to Survive a Funeral como o 36º melhor disco de metal de 2020.

## Membros
Membros atuais
- Tim Madden - bateria (2008-presente)
- Jaya Jeffery - baixo (2016-presente)
- Sean Harmanis - vocais (2008-presente)
- Nick McLernon - guitarra lider (2008-presente)
- Booka Nile - teclados, vocais limpos (2017-presente)

Ex-membros
- Craig Buckingham - Guitarra (2011-2013)
- Heather Menaglio - teclados, sintetizadores (2008-2011)
- Cody - Guitarra (2008-2011)
- Richard West - guitarra (2008)
- Louisa Burton - teclados, vocais limpos (2011-2017)
- Chris Arias-Real - baixo (2008-2016)
- Lachlan Monty - guitarra (2013-2016)

## Discografia
Álbuns de estúdio
- Neverbloom (2012)
- Old Souls (2015)
- Worlds Apart (2017)

EPs
- Lord of Woe (2010)

Demos
- Make Them Suffer (2009)